# Aphis polemoniradicis
Aphis polemoniradicis är en insektsart som beskrevs av Pashtshenko 1993. Aphis polemoniradicis ingår i släktet Aphis och familjen långrörsbladlöss. Inga underarter finns listade i Catalogue of Life.